# Gleichenia
Gleichenia es un género con 165 especies de plantas vasculares perteneciente a la familia Gleicheniaceae. Es originario de  América y África tropical.

## Algunas especies
- Gleichenia abscida Rodway
- Gleichenia alpina R.Br.
- Gleichenia bolanica Rosenst.
- Gleichenia brassii C.Chr.
- Gleichenia dicarpa R.Br.
- Gleichenia erecta C.Chr.
- Gleichenia mendellii S.B.Andrews
- Gleichenia rupestris R.Br.
- Gleichenia venosa (Copel.) Holttum
- Gleichenia vulcanica Blume